# Decretales Pontificias
Las Decretales Pontificias son las cartas de los papas, escritas entre los siglos iv al xv, por las que estos, imitando el estilo de la cancillería imperial, comunicaban sus decisiones referentes sobre todo a cuestiones disciplinares. Esto forma parte de la historia del Derecho canónico.
Tradicionalmente se considera como la más antigua la decretal dirigida por el papa Siricio a Eumerio, metropolita de Tarragona, el año 384, aunque en realidad se conserva otra anterior del papa Julio I (337-352). Es probable que se conserven otras anteriores cuyos textos se han perdido. Muchas de las decretales respondían a las consultas elevadas por los obispos, clero o laicos notables al Papa, pero en otras la iniciativa correspondía al romano pontífice.

## Destinatarios
Aunque la mayor parte de estas cartas llevan un destinatario concreto e individualizado, sus decisiones tuvieron alcance universal, pues copiadas una y otra vez y difundidas para su conocimiento y lectura por las diversas iglesias, ya desde los primeros años del siglo vi se formaron diversas colecciones de sólo Decretales como la Tesalonicense o la Avellana (555), o de Concilios y Decretales como la «Dionisiana» (498-514) o la «Hispana» (634), constituyendo así una de las fuentes fundamentales del Derecho canónico.
El prestigio y acatamiento general que encontraban esta clase de documentos pontificios movió a mediados del siglo ix a un grupo de clérigos francos a fabricar una serie de más de 60 Decretales apócrifas, acordes con sus ideas reformadoras y favorables a sus intereses, que atribuyeron a los Papas de los tres primeros siglos; las Falsas Decretales o Decretales pseudoisidorianas fueron ampliamente utilizadas a partir de la segunda mitad del siglo xii por los reformadores gregorianos, ya que la falsa atribución, sospechada ya en el siglo xv, no fue descubierta hasta el siglo xvi.

## Actividad que se intensifica

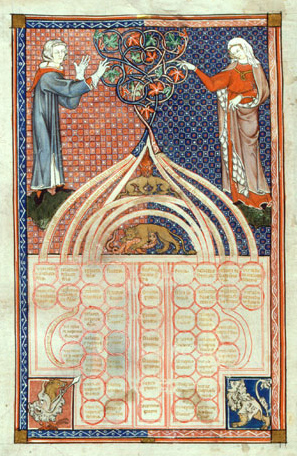
El Decreto de Graciano representa un paso importante para la consolidación del Derecho de la Iglesia católica.

A partir del Decreto de Graciano (1140) se inicia la edad de oro del Derecho canónico, y con ella se intensifica la actividad legislativa de los Papas que sigue fiel a la forma de litterae decretales que son coleccionadas en múltiples compilaciones de carácter privado. Entre la cantidad de compilaciones de Decretales entre 1140 y 1234, en las Universidades y Escuelas se generaliza el uso de cinco compilaciones que recibirán el nombre de «Quinque compilaciones antiquae», tres de las cuales habrán sido compuestas por encargo pontificio y revestidas de carácter oficial.
Con ese mismo carácter oficial el papa Gregorio IX ordenará a San Raimundo de Peñafort la redacción de una nueva colección de Decretales de gran amplitud que, desplazando a todas las compilaciones anteriores, evite los inconvenientes de la multiplicidad de las compilaciones privadas; esta colección llamada Decretales de Gregorio IX, o Liber Extra, dividida en cinco libros y éstos en títulos y capítulos, será promulgada en 1234.
Seguirán nuevas colecciones de Decretales, también compiladas por encargo pontificio, y promulgadas por Bonifacio VIII en 1298: Liber Sextus (porque se lo consideraba como una continuación de los cinco libros de Gregorio IX), o por Clemente VII en 1314 Extravagantes Clementinae; a estas colecciones oficiales seguirán otras compilaciones privadas de fecha ya muy tardía, de finales del siglo xv, que recogerán las Decretales Extravagantes de Juan XXII (1316-34) y las Extravagantes Comunes emanadas por diversos pontífices desde Bonifacio VIII (1294-1303) a Sixto IV (1471-84) que no habían sido recogidas en las colecciones anteriores. Estas cuatro colecciones junto con las Decretales de Gregorio IX y el Decreto de Graciano constituirán a partir del siglo xvi el «Corpus Iuris Canonici».